# Koloniestimulierender Faktor
Koloniestimulierende Faktoren (englisch colony stimulating factors CSF) sind eine Gruppe von Wachstumsfaktoren und zählen zu den Zytokinen. Sie bewirken die Vermehrung und Reifung von Knochenmarkstammzellen, darüber hinaus sind manche CSF auch in der Lage, die Aktivität der ausdifferenzierten hämatopoetischen Zellen zu erhöhen. Sie zählen damit zu den wichtigsten Regulatorsubstanzen des Immunsystems.

## Eigenschaften
CSF im engeren Sinne sind:
- G-CSF (Granulozyten)
- M-CSF (Makrophagen, bzw. Monozyten)
- GM-CSF (Granulozyten und Makrophagen)[2]
- Meg-CSF (Megakaryozyten, auch als Thrombopoetin bezeichnet)[2]
- S-CSF (Stammzellen, auch als SCF – Stammzellfaktor – in der Literatur)[3]

Daneben gehören noch eine Reihe weiterer Zytokine funktionell zu dieser Gruppe:
- IL-2 wirkt in analoger Weise auf T-Zellen[4]
- IL-3[3] wirkt als panspezifisches Hämatopoetin[5], mitunter auch als Multi-CSF[4] bezeichnet
- IL-5[5]
- IL-7[5]
- IL-11[5]
- Erythropoetin[5]

Ein Teil der Literatur zählt allerdings abweichend vom hier angeführten Schema lediglich G-CSF, M-CSF, GM-CSF und IL-3 zu den eigentlichen CSF.
Gebildet werden die CSF von einer Reihe verschiedener Zelltypen: Stromazellen des Knochenmarks, Endothelzellen, Fibroblasten, Makrophagen, T- und B-Lymphozyten. Wie andere Wachstumsfaktoren werden CSF durch autokrine Sekretion gebildet.
Im Gegensatz zu anderen membrangebundenen Substanzen des hämatopoetischen Systems sind CSF löslich.
Obwohl funktional eng verwandt sind die jeweiligen Sequenzen der CSF keineswegs homolog. Auch zeigen die CSFs keinerlei sequentielle Homologie mit anderen bekannten Wachstumsfaktoren oder Onkogenen. Die entsprechenden Membranrezeptoren werden zwar coexprimiert, sind aber unterschiedlich. Dies legt den Schluss nahe, dass sie evolutionär nicht von einem gemeinsamen Vorläufermolekül abstammen.

## Therapeutischer Einsatz
CSF werden heute auch gentechnisch hergestellt als Medikament verabreicht. In der Nachbehandlung von Chemotherapien und Strahlentherapien unterstützen CSF die Regeneration des blutbildenden Systems. G-CSF etwa wirkt sich günstig auf den Verlauf der behandlungsbedingten Neutropenie aus.
Auch Promegapoietin, eine Gruppe von synthetischen CSF-Analoga, die ebenfalls die Produktion von Megakaryozyten stimulieren, wird begleitend in der Chemotherapie zur rascheren Regeneration der Blutzellen eingesetzt. Es wirkt durch Stimulation der Signalwege von Interleukin-3 und Thrombopoetin-Liganden.